# スフントゥ・ゲオルゲ
スフントゥ・ゲオルゲ（ルーマニア語: Sfântu Gheorghe、Sfîntu Gheorghe [ˈsfɨntuˈɡe̯orɡe]）は、ルーマニアのコヴァスナ県にある自治体で、同県の県都。ハンガリー語名はシェプシセントジェルジ（Sepsiszentgyörgy [ˈʃɛpʃisɛɲɟørɟ]）で、イディッシュ語ではסנט דשזארדזשと表記される。
ルーマニアのほぼ中央部に位置し、トランシルヴァニア地方のなかでも歴史が深い。バロト山地とボロク山地の合間を流れるオルト川沿いに築かれている。

## 人口動静
住民の多くはセーケイ人（ハンガリー人）で、2002年国勢調査でも住民の75%が自身をハンガリー人と答えた。そのほか23%がルーマニア人で、あとロマなどが少数いる。

## 歴史
トランシルヴァニア地方で最も古い都市の一つであるスフントゥ・ゲオルゲは、1332年に初めて歴史上に登場する。都市の名は地元の教会で祀っていたゲオルギウスから取られた。歴史上、街はドイツ風のザンクト・ゲオルゲンという名でも知られる。
ハンガリー王国領時代、街はハーロムセーク県（現 コヴァスナ県とブラショフ県の一部）の政治・経済の中心地になった。19世紀後半には繊維とタバコの工場が置かれ、軽工業が発展した。第一次世界大戦が終結し1920年にトリアノン条約が結ばれると、ルーマニア王国の一部となった。しかし、1940年に第二次ウィーン裁定が定められてから4年間はハンガリーの支配下に置かれた。第二次世界大戦後に結ばれたパリ条約では、街を含むトランシルヴァニア地方はルーマニア領と認められた。
現在、スフントゥ・ゲオルゲはこの地方におけるセーケイ人の中心拠点となっている。彼らは街を「セーケイの地」という意味のSzékelyföldと呼んでいる。街にはセーケイ人国立博物館があるほか、年に二回役所が物産祭を催している。

## 観光
市内の主な観光スポット
- 要塞教会 - 14世紀に建てられたゴシック様式の教会
- 国立古文書館 - ユサール騎兵隊の拠点にされた時期もあった
- 県立図書館 - 1832年に県議会議事堂として建てられた
- 劇場 - 1854年から66年までは市庁舎として使われた
- デパート - 1868年に建てられ、1893年にはそれに付属して時計台が設けられた

## 経済
基幹産業は繊維業。

## スポーツ
スフントゥ・ゲオルゲにはC.S.S. Liceul Mikes Kelemen BC Sepsi Sfântu Gheorghe（略してLMKSepsiBC）という名の女子サッカークラブがある。2007年 - 08年のレギュラーシーズンでは2位、2008年 - 09年のレギュラーシーズンでは3位にそれぞれついた。2008年 - 09年のシーズンにはFIBAユーロカップ女子大会に進出を果たし、ロシアのディナモ・クルスク、イスラエルのブノット・ハシャロン、フランスのシャル＝レ＝ゾーと同じグループBに入ったが、結果は3勝3敗の3位であった。決勝トーナメント第一戦ではイタリアのクラス・バスケト・タラントと対戦したが敗れた。ユーロカップ女子には翌年も出場し、その時はロシアのディナモ・モスクワ、イスラエルのハポエル・ハティクヴァ・テルアビブ、ブルガリアのドゥナフ・エコント・ルスと同じグループGに入った。結果は2勝4敗の3位であった。決勝トーナメント第一戦ではスペインのマン・フィルテル・サラゴサと対戦したが敗れた。その年度のレギュラーシーズンでは、チームは2位につけた。
その他にもフットサル・クラブ・スフントゥ・ゲオルゲというルーマニア1部でプレイするフットサルチームがある。